# Clean Bandit
Clean Bandit es una banda británica de dance pop fundada en 2008 en Cambridge. Está compuesta por los integrantes: Grace Chatto (violonchelo, voz, keytar), los hermanos Jack Patterson (coros, bajo, piano, sintetizadores, saxofón, guitarra) y Luke Patterson (caja de ritmos y batería electrónica), y los otros integrantes son Sam Skirrow (bajo, teclado, guitarra), Yasmin Green, Kirsten Joy (coristas) y Stephanie Benedetti (violín).
Su estilo se caracteriza por una fusión de sonidos, mezclando música electrónica y toques de piezas clásicas influida por compositores como Wolfgang Amadeus Mozart y Dmitri Shostakóvich.

## Historia

### 2008–2012: Formación

Logo de la banda usado en los primeros sencillos

Los miembros originales de la banda, Grace Chatto, Jack Patterson, Luke Patterson y Neil Amin-Smith se conocieron durante la universida en las facultades del Jesus College, University of Cambridge. En 2011, Chatto y Jack Patterson formaron la compañía de producción y edición, Cleanfilm, para la creación de vídeos musicales.
El nombre de la banda proviene de una traducción de una frase rusa única (Chatto y Patterson vivieron en Rusia por un período), donde el significado es similar a la frase inglesa "bastardo completo" o "sinvergüenza", aunque tiempo más tarde Jack Patterson declaró que en realidad es un término más afectuoso similar a "pícaro completo". En diciembre de 2012, Clean Bandit lanzo su sencillo debut "A+E", debutando en el puesto número 100 del UK Singles Chart.

### 2013–2015: Salto a la fama yNew Eyes

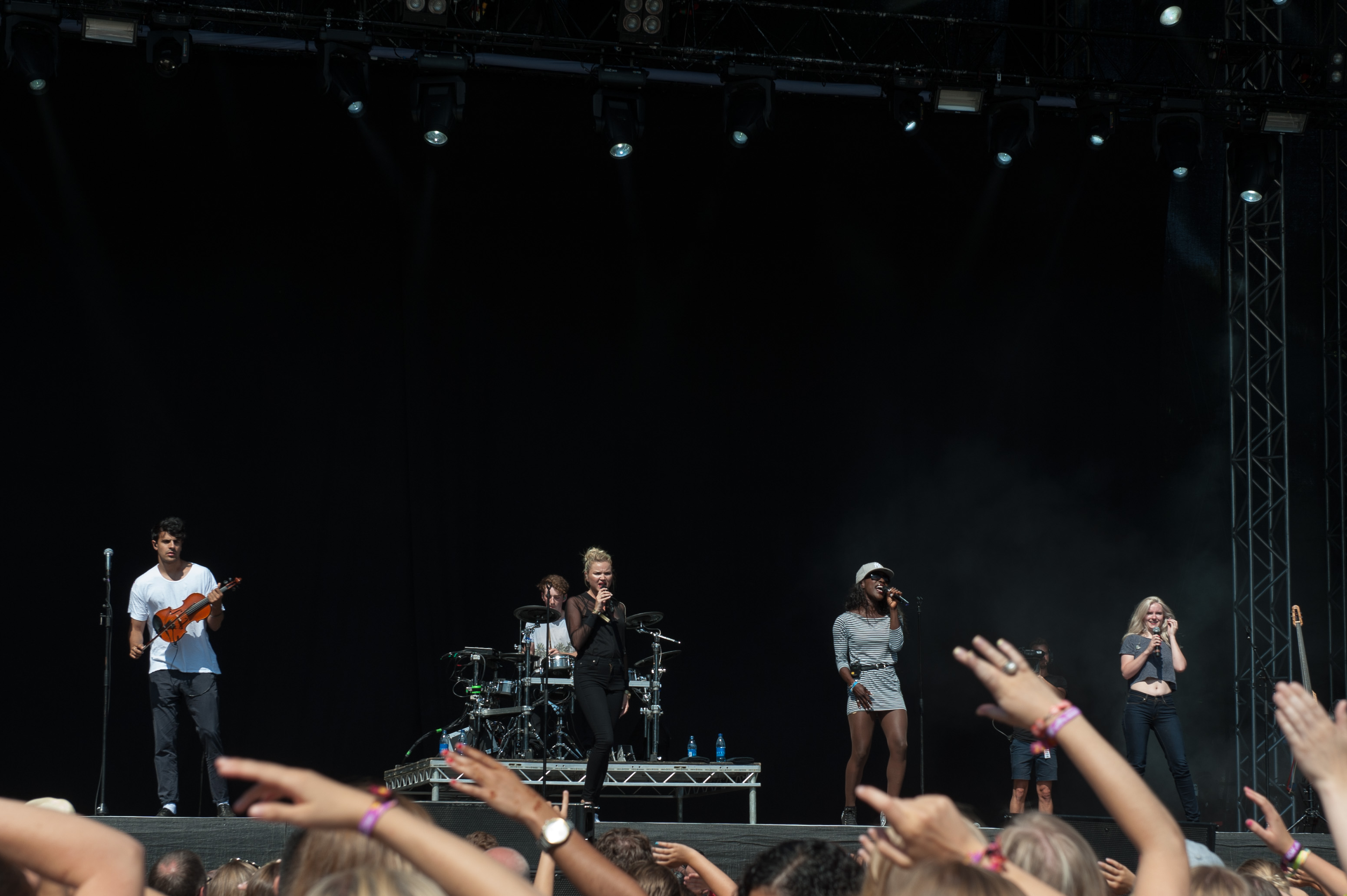
Clean Bandit en el Festival Way Out West en Gothenburg, Suecia, agosto de 2014

El sencillo «Mozart's House» de 2013, lanzado por Black Butter Records, alcanzó el número 17 en el Ireland Singles Chart. En enero de 2014, el sencillo «Rather Be» alcanzó el 1º puesto en la lista de sencillos del Reino Unido, el cual se mantuvo en la cima de la tabla durante cuatro semanas. Ese mismo año, alcanzó el puesto 10 en el Billboard Hot 100. En aril 2014, la banda hizo su debut en televisión con la entrevista para el programa de la BBC, Later... with Jools Holland.
El siguiente mes, anunciaron catorce fechas de concierto durante el verano del 2014, como promoción del Get It Loud In Libraries. El álbum debut de la banda, New Eyes, fue publicado en junio de 2014 por Atlantic Records UK. En septiembre actuaron con la BBC Philharmonic Orchestra en el MediaCityUK. En noviembre, volvieron a colabora con Jess Glynne, en el sencillo "Real Love". Alcanzó el puesto número dos en las listas del Reino Unido (UK Singles Chart).
En 2015, con «Rather Be», la banda gana el premio Grammy a la Mejor Grabación Dance.

### 2016–2019: What Is Love? y colaboraciones

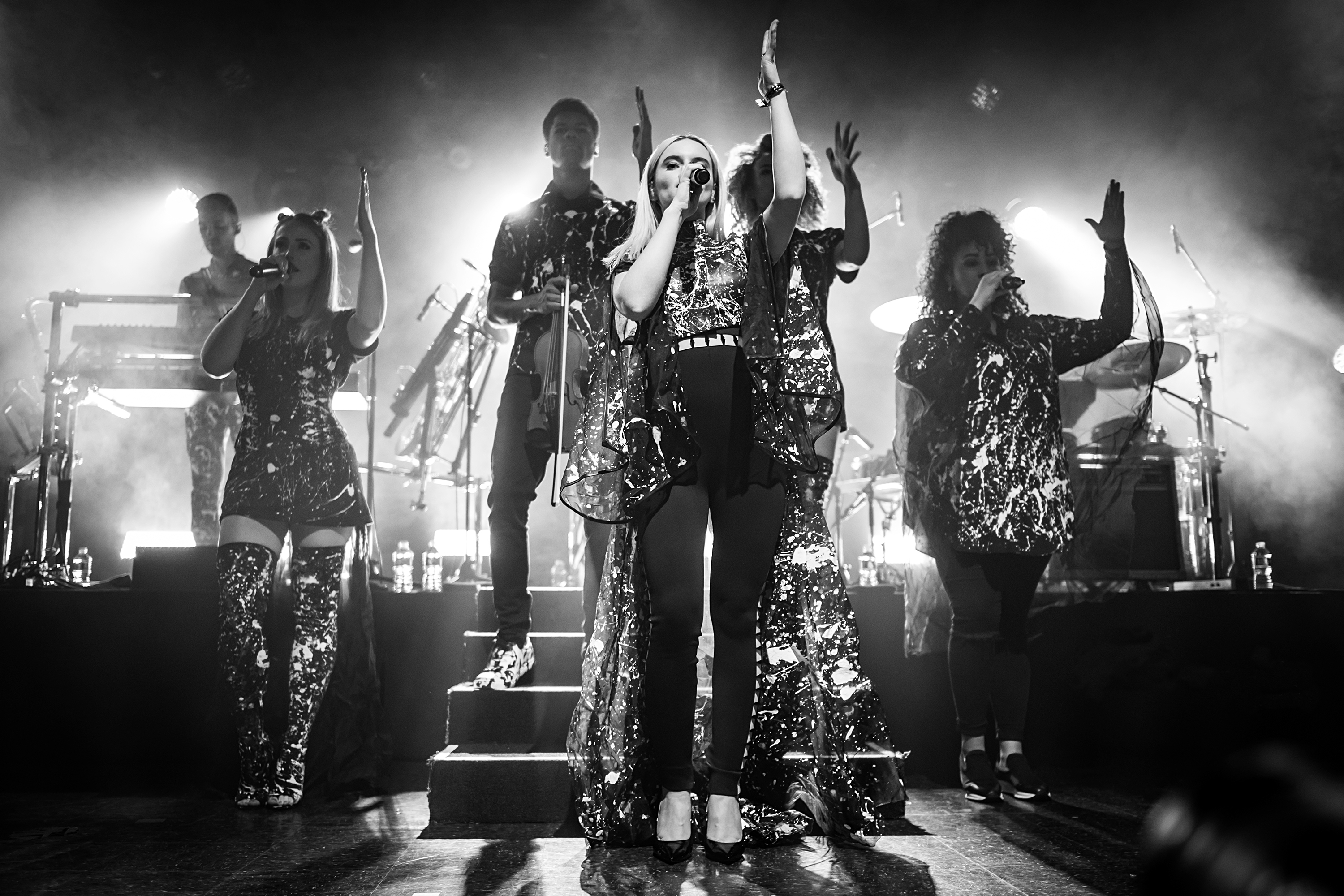
Clean Bandit en 2016

El 7 de julio de 2016 lanzan el sencillo en su canal de YouTube «Tears» con la cantante Louisa.
El 19 de octubre de año 2016 el violinista Neil Milan da un comunicado en su cuenta de Twitter anunciando que dejará a la banda, Milan agradeció el apoyo de sus fanes y aseguró que sus años en Clean Bandit fueron unos de los mejores de su vida. El músico aprovechó también para dar gracias a su equipo, así como a su expareja, Olly Alexander, vocalista de la banda Years & Years.
El 21 de octubre de 2016 suben a su canal de YouTube el video musical «Rockabye» en colaboración con Sean Paul y la cantante inglesa Anne-Marie, ya sin el integrante Niel Milan. Este sencillo se convirtió en su segundo número uno en el Reino Unido, alcanzando 1.000 millones de visitas, cifra que no ha parado de aumentar desde entonces. También lideró las listas de países como Alemania, Australia, Irlanda, Suecia, Países Bajos y Nueva Zelanda, entre otros.
En marzo de 2017 lanzaron el sencillo «Symphony» con la colaboración de la cantante sueca Zara Larsson. La canción alcanzó el número uno en Suecia, Noruega y en Reino Unido.
El 23 de junio de 2017 lanzaron junto a Marina and the Diamonds el sencillo «Disconnect», canción que se interpretó en un concierto dos años antes, pero hasta el día previamente nombrado no fue publicado en las plataformas digitales.
El 1 de diciembre regresara el violinista de la banda.
En 2018 publicaron dos nuevos sencillos: el 18 de mayo "Solo" en una colaboración junto a Demi Lovato y el 2 de noviembre "Baby" en una colaboración con Marina Diamandis y Luis Fonsi.

### 2020–presente: Salida de Atlantic Records y sencillos independientes
En agosto de 2020, lanzaron su nuevo sencillo llamado «Tick Tock» con la cantante Mabel y 24kgoldn confirmando así que su nuevo disco está en camino. El 29 de enero de 2021, Clean Bandit publicó, "Higher" junto a Iann Dior.
En julio, Clean Bandit lanzó, "Drive" jutno al Dj Topic y Wes Nelson. En 2022, lanzaron los sencillos, "Everything but You"; "Sad Girls" junto a French the Kid y Rema; y  "Don't Leave Me Lonel" con Elley Duhé. Ente 2022 y 2024, Clean Bandit salió de Atlantic Records. En julio de 2024 se unieron a la discográfica B1 Records/Ministry of Sound.

## Miembros
Miembros
- Grace Chatto: violonchelo, voz, keytar. (2008–presente)
- Jake Patterson: coros, bajo, sintetizador y piano (2008–presente)
- Luke Patterson: caja de ritmos y batería electrónica (2008–presente)
- Yasmin Green: coros y voz de reemplazo (2016–presente)
- Kirsten Joy: coros y voz de reemplazo (2016–presente)
- Sam Skirrow: bajo y teclado electrónico (2017–presente)
- Stephanie Benedetti: violín (2016–presente)

Exmiembros
- Ssegawa-Ssekintu Kiwanuka: voz, coros. (2008–2010)
- Millan Neil Amin-Smith: bajo, coros, violín. (2008–2016)

Línea en el tiempo

## Discografía

### Álbumes de estudio
- New Eyes (2014)
- What is Love? (2018)

### EP
- 2010 (2010)
- OriginL ClassC (2011)
- Live From France (2012)